# Voïvodie de Radom
La voïvodie de Radom (en polonais województwo radomskie) était une unité de division administrative et un gouvernement local de Pologne entre 1975 et 1998. 
Elle fut remplacée en 1999 par la voïvodie de Mazovie, à la suite d'une loi de 1998 réorganisant le découpage administratif du pays. 
Sa capitale était la ville de Radom située à environ 100 kilomètres au sud de Varsovie.

## Gouverneurs de la voïvodie
- -1981 Roman Maćkowski
- 1981 Feliks Wojtkun
- 1981-1990 płk Alojzy Wojciechowski
- 1990-1992 Jan Rejczak
- 1992-1994 Janusz Szlanta
- 1994-1996 Zbigniew Kuźmiuk
- 1996-1997 Mirosław Szadkowski
- 1997-1998 Kazimierz Wlazło

## Bureaux de district
Sur la base de la loi du 22 mars 1990, les autorités locales de l'administration publique générale,ont créé 5 régions administratives associant une douzaine de municipalités.
Bureau de district de Grójec
- Gminy

1. Belsk Duży
2. Błędów
3. Chynów
4. Goszczyn
5. Grójec
6. Jasieniec
7. Mogielnica
8. Nowe Miasto nad Pilicą
9. Pniewy
10. Promna
11. Warka

Bureau de district de Kozienice 
- Gminy

1. Garbatka-Letnisko
2. Głowaczów
3. Gniewoszów
4. Grabów nad Pilicą
5. Kozienice
6. Magnuszew
7. Sieciechów

Bureau de district de Przysucha
- Gminy

1. Borkowice
2. Drzewica
3. Gielniów
4. Gowarczów
5. Klwów
6. Odrzywół
7. Potworów
8. Przysucha
9. Rusinów
10. Wieniawa

Bureau de district de Radom
- Gminy

1. Białobrzegi
2. Gózd
3. Iłża
4. Jastrzębia
5. Jedlińsk
6. Jedlnia-Letnisko
7. Kazanów
8. Kowala
9. Pionki
10. Przytyk
11. Radzanów
12. Rzeczniów
13. Skaryszew
14. Stara Błotnica
15. Stromiec
16. Wierzbica
17. Wolanów
18. Wyśmierzyce

- Villes

1. Pionki
2. Radom

Bureau de district de Szydłowiec
- Gminy

1. Chlewiska
2. Jastrząb
3. Mirów
4. Orońsko
5. Szydłowiec

Bureau de district de Zwoleń
- Gminy

1. Chotcza
2. Ciepielów
3. Lipsko
4. Policzna
5. Przyłęk
6. Sienno
7. Solec nad Wisłą
8. Tczów
9. Zwoleń

## Villes principales
Population au 31 décembre 1998
- Radom – 232 262
- Pionki – 21 958
- Kozienice – 21 319
- Grójec – 14 802
- Szydłowiec – 12 975
- Warka – 11 407
- Zwoleń – 8 156
- Białobrzegi – 7 627
- Przysucha – 6 228
- Lipsko – 6 016
- Iłża – 5 262
- Skaryszew – 4 237
- Drzewica – 4 000
- Nowe Miasto nad Pilicą – 3 878
- Mogielnica – 2 476
- Wyśmierzyce – 1 000